# Ernesto Massimo Verardi
Ernesto Massimo Verardi (Milano, 1º marzo 1936) è un chitarrista e compositore italiano.

## Biografia
Conosciuto anche come Massimo Verardi o Ernesto Verardi, ha iniziato la sua carriera alla fine degli anni 1950, collaborando nei decenni successivi in studio e in tour, con numerosi, rinomati interpreti e arrangiatori/direttori d'orchestra. 
È accreditato in produzioni che lo hanno visto suonare con Mina, oltre che in molte registrazioni, in diversi concerti live come chitarrista solista; con Mia Martini, con la quale, oltre ad aver partecipato alla registrazione di 4 album, ha suonato, su espressa richiesta della cantante, nello show televisivo "Recital de Mia Martini", diffuso in Francia. Verardi ha inoltre composto, con testo di Luigi Albertelli, il brano Un altro giorno con me, che ha dato il titolo all'omonimo album. Altre collaborazioni in studio quelle con Ornella Vanoni, Shirley Bassey (dopo la registrazione di This Is My Life ha partecipato, ancora una volta come chitarra solista, a un mini-tour, culminato con il concerto di Capodanno '68 alla Bussola di Sergio Bernardini); inoltre, sempre alla chitara elettrica, acustica o 12 corde, album con Fabrizio De André, Milva, Mango, Gianni Bella, Pino Donaggio, Massimo Bubola, Iva Zanicchi, Pierangelo Bertoli, Nino D'Angelo, Tito Schipa Jr., Pino D'Angiò, Marcella Bella, Nikka Costa, Corrado Castellari. 
Degne di nota le collaborazioni con gli arrangiatori Bill Conti, Pino Presti, Gianpiero Reverberi e Augusto Martelli, nella cui orchestra ha avuto a partire dal 1967, un ruolo primario insieme a Johnny Sax, Pino Presti, al batterista Rolando Ceragioli seguito poi da Tullio De Piscopo, dapprima nelle registrazioni per Mina (fino al 1970) e poi in quelle che vedevano lo stesso Martelli come bandleader. 
Turnisti per caso (Guido Festinese, Il Manifesto)

## Dischi in cui Verardi ha suonato la chitarra (parziale)
Con Mina (album/singoli)

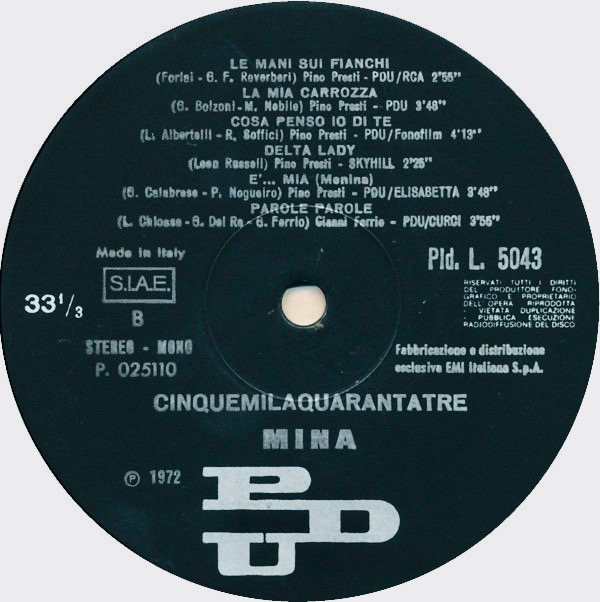
Cinquemilaquarantatre, album di Mina del 1972 con Verardi alla chitarra elettrica e acustica

Verardi collaborò alla chitarra all'interno di vari progetti con Augusto Martelli, Pino Presti e Johnny Sax

- Dedicato a mio padre - album (1967) nella formazione orchestrale non accreditata
- Mina alla Bussola dal vivo  - album (1968)
- I discorsi - album (1969) nella formazione orchestrale non accreditata
- Del mio meglio - album (1971)
- Mina - album (1971)
- Cinquemilaquarantatre - album (1972)
- Frutta e verdura - album (1973)
- Italiana - album (1982)
- Mina 25 - album (1983)
- Non credere/Dai dai domani - singolo (1969) nella formazione orchestrale non accreditata
- Un'ombra/I problemi del cuore - singolo (1969)
- L'uomo della Sabbia - singolo (1970)
- E penso a te - singolo (1971)
- Grande, grande, grande - singolo (1972)
- Domenica sera - singolo (1973)

Con Shirley Bassey (album)
- This Is My Life (La vita) (1968)

Con Lucia Mannucci e Antonio Virgilio Savona (album)
- Filastrocche in cielo e in terra (1972)
- Un asinello di nome Platèro (1979)

Con Gigliola Cinquetti (album)
- Su e giù per le montagne (1972)

Con Tito Schipa Jr. (album)
- Orfeo 9 (1973)

Con Mia Martini (album)
- È proprio come vivere (1974)
- Un altro giorno con me (1975)
- Sensi e controsensi (1975)
- Per amarti (1977)

Con Ornella Vanoni (album)
- A un certo punto (1974)

Con Augusto Martelli (album)
- Augusto Martelli & the Real Mc Coy (1974)

Con Fabrizio De André (album)
- Vol. 8 (1975)

Con Pino Donaggio (album)
- Certe volte... (1976)

Con Massimo Bubola (album)
- Nastro giallo (1976)

Con Pierangelo Bertoli (album)
- Eppure soffia (1976)
- Certi momenti (1980)

Con Donatella Rettore (album)
- Donatella Rettore (1977)
- Brivido divino (1979)

Con Gianni Bella (album)
- Io canto e tu (1977)

Con Marcella Bella (album)
- Femmina (1977)

Con Roberto Soffici
- All'improvviso l'incoscienza (1977)
- Dimenticare (1979)

Con Franco Simone (album)
- Franco Simone (1979)
- Gente che conosco (1982)

Con Mango (album)
- Arlecchino (1979)
- È pericoloso sporgersi (1982)

Con Pino D'Angiò (album)
- Balla! (1981)

Con Nikka Costa (album)
- Nikka Costa (1981)

Con Milva (album)
- Milva: Das Konzert (1982)[6]

Con Nino D'Angelo (album)
- Sotto 'e stelle (1983)
- Forza campione (1984)